# Erle Reiter
Pour les articles homonymes, voir Reiter.
Erle Charles Reiter , né le 29 décembre 1916 à Minneapolis (Minnesota) et mort le 3 décembre 2008 à Bloomington (Minnesota), est un patineur artistique américain, triple vice-champion des États-Unis entre 1936 et 1938.

## Biographie

### Carrière sportive
Erle Reiter commence à patiner à l'âge de sept ans. Il est triple vice-champion des États-Unis en 1936, 1937 et 1938, toujours derrière son compatriote Robin Lee.
Il représente son pays à un championnat nord-américain (1937 à Boston), un mondial (1936 à Paris) et aux Jeux olympiques d'hiver de 1936 à Garmisch-Partenkirchen.

### Reconversion
Erle Reiter participe brièvement à des spectacles sur glace professionnels, avec un engagement régulier à l'hôtel St. Regis New York.
Pendant la Seconde Guerre mondiale, il commence comme conducteur de char, et atteint le grade de sergent.
Après la guerre, il travaille pour l'entreprise de son père, Reiter's Sales, qu'il reprend au début des années 1950.
Il devient plus tard un marin passionné, principalement sur le lac Calhoun et le lac Minnetonka, servant de commodore du Calhoun Yacht Club en 1959.
Il meurt en 2008 et est enterré au cimetière Lakewood à Minneapolis.

## Palmarès
| Compétition                     | 1936 | 1937 | 1938 |  |  |  |  |  |  |  |  |  |  |  |
| Jeux olympiques d'hiver         | 13e  |      |      |  |  |  |  |  |  |  |  |  |  |  |
| Championnats du monde           | 11e  |      |      |  |  |  |  |  |  |  |  |  |  |  |
| Championnats d'Amérique du Nord |      | 4e   |      |  |  |  |  |  |  |  |  |  |  |  |
| Championnats des États-Unis     | 2e   | 2e   | 2e   |  |  |  |  |  |  |  |  |  |  |  |
|                                 |      |      |      |  |  |  |  |  |  |  |  |  |  |  |